# Courbouzon (Loir-et-Cher)
Courbouzon é uma comuna francesa na região administrativa do Centro, no departamento Loir-et-Cher. Estende-se por uma área de 6,45 km². Em 2010 a comuna tinha 444 habitantes (densidade: 68,8 hab./km²).